# Callistemon macropunctatus
Callistemon rugulosus là một loài thực vật có hoa trong Họ Đào kim nương. Loài này được (Dum.Cours.) Court mô tả khoa học đầu tiên năm 1957.

## Hình ảnh

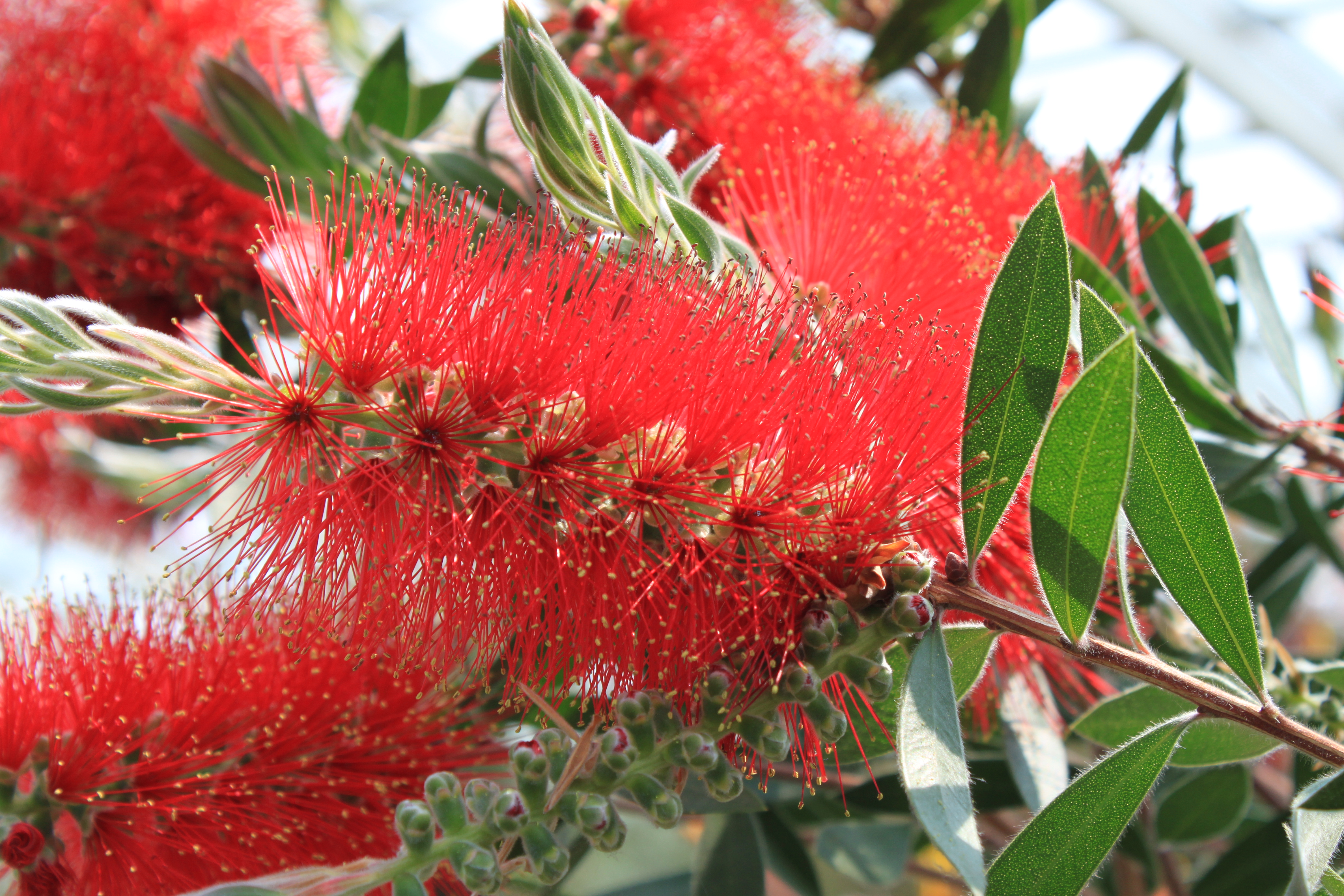
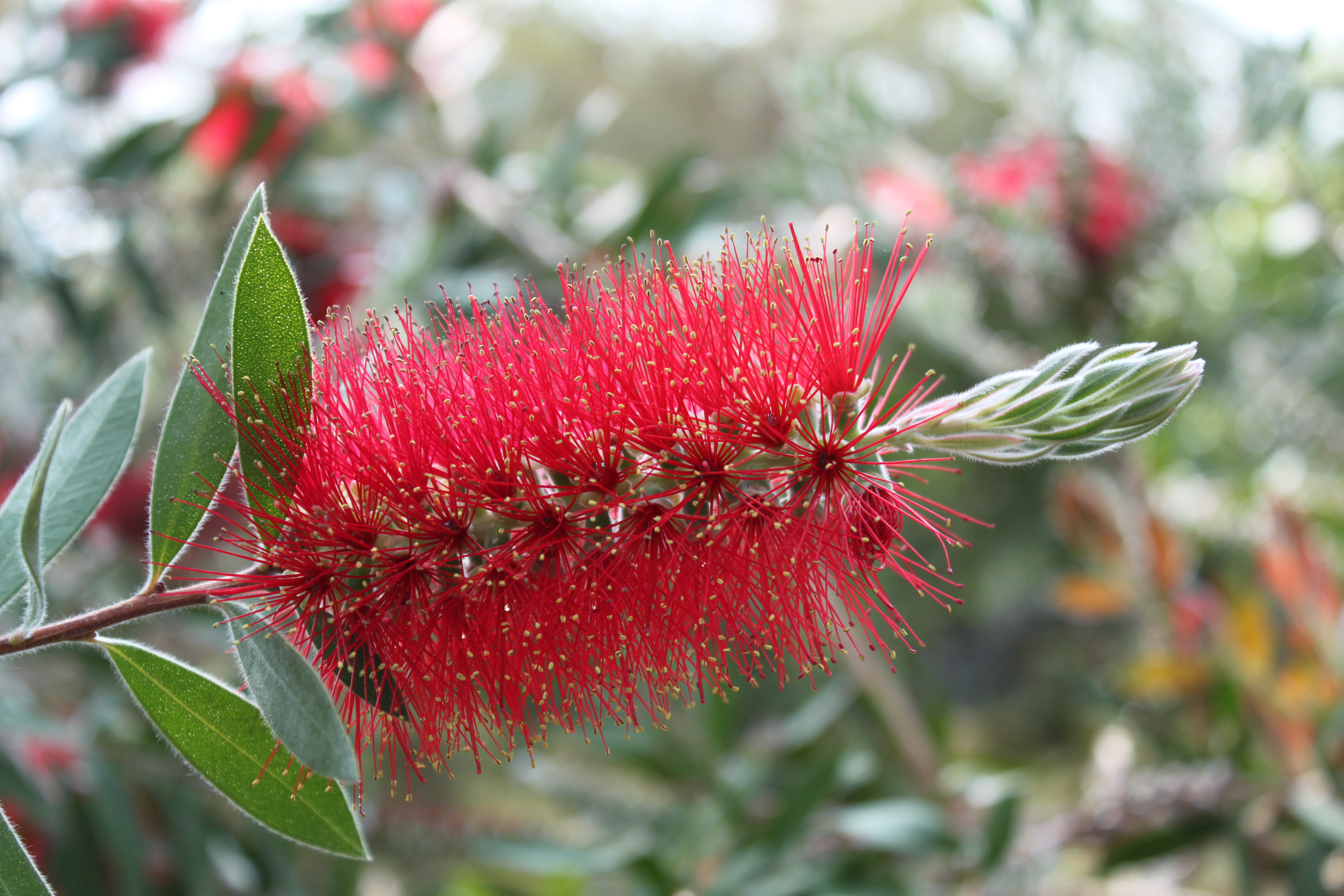
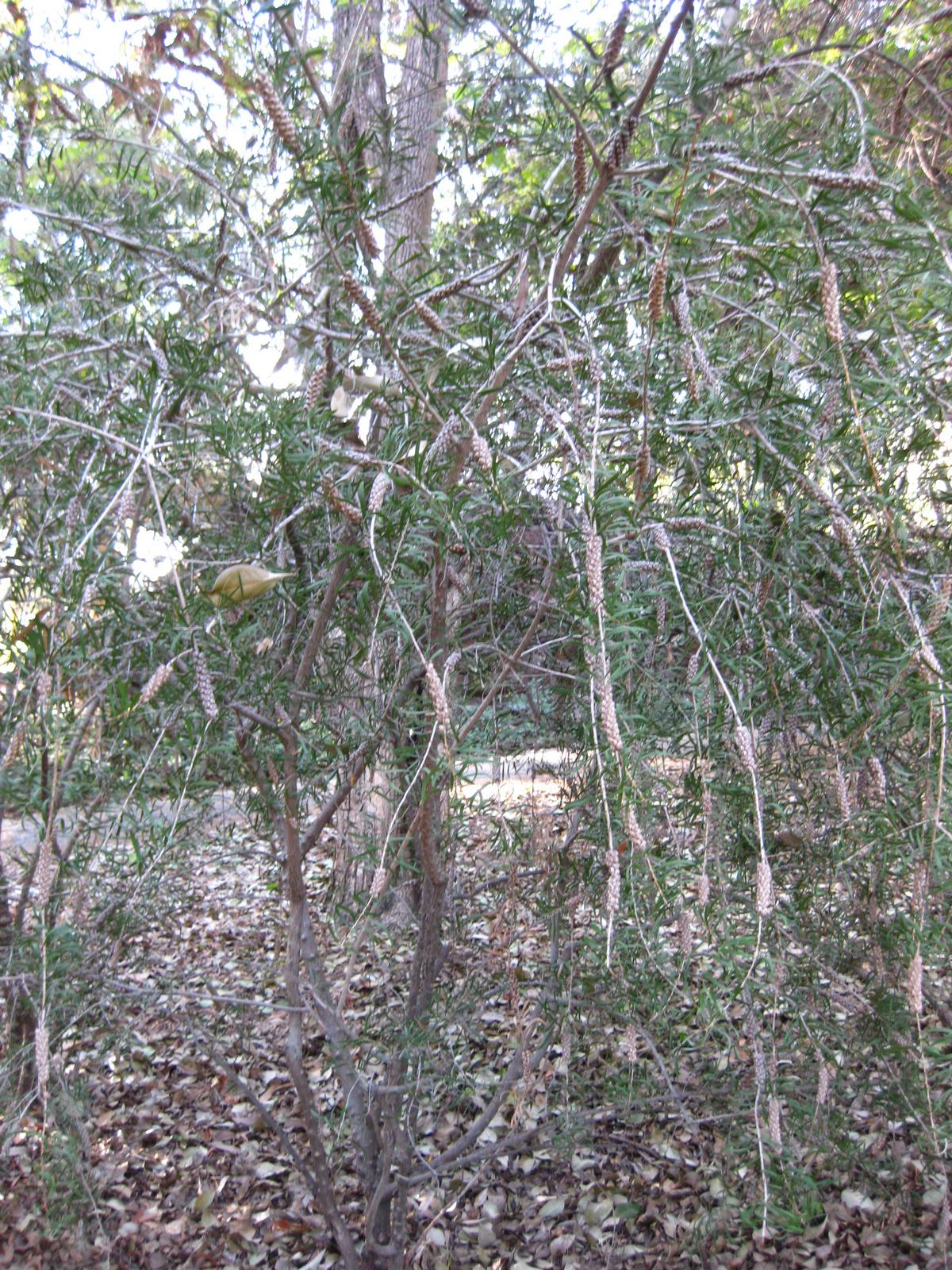
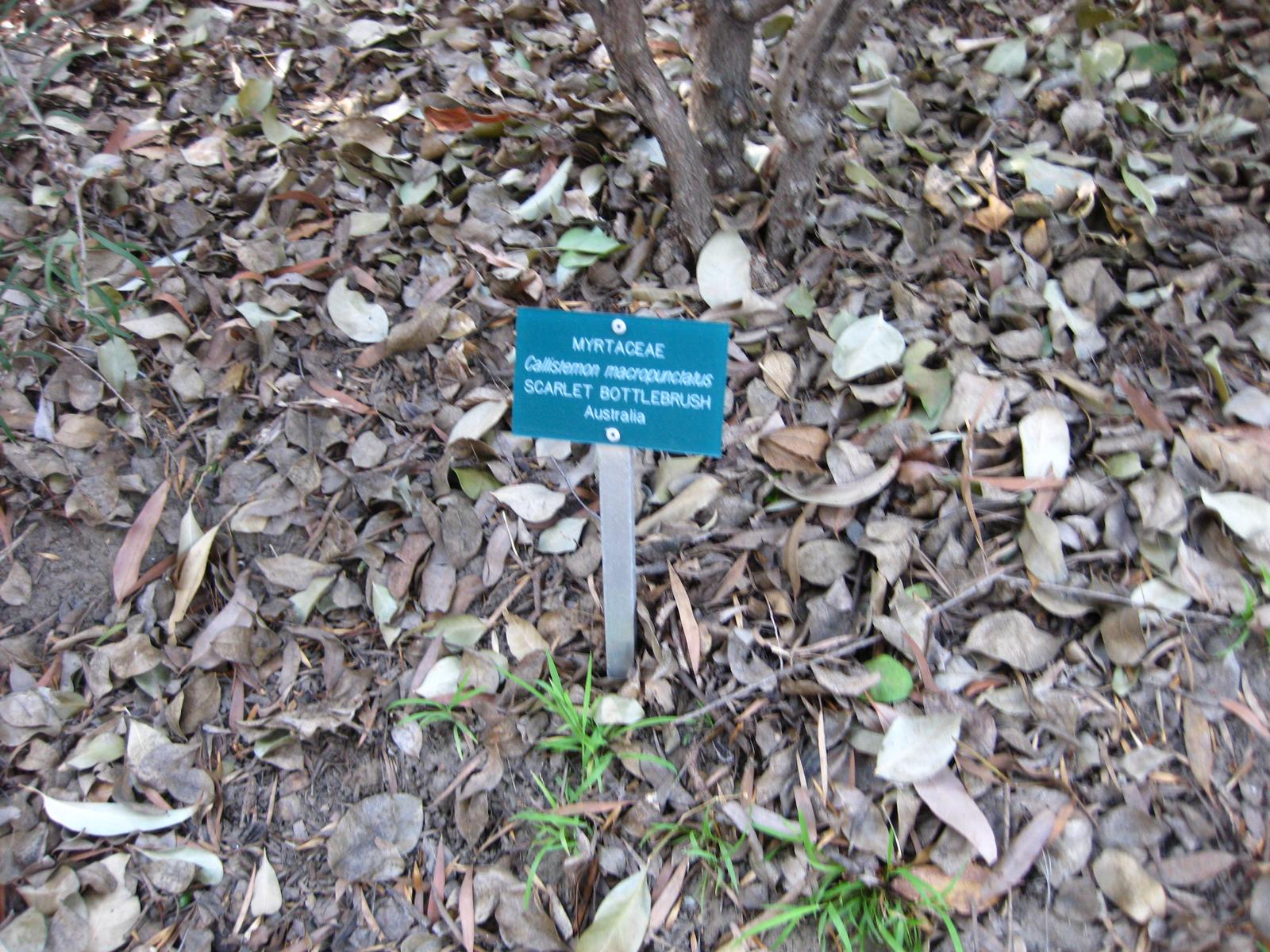